# شرق عدن (مسلسل)
شرق عدن (بالكورية: 에덴의 동쪽)؛ هو مسلسل تلفزيوني كوري جنوبي من بطولة سونغ سيونغ هون، يون جونغ هون، إي دا هاي، هان جي هاي، بارك هاي جين ولي يونهي. تم إنتاجه من قبل شركة تشورلك بام ميديا، صنف على انه المشروع الخاص للذكرى السابعة والأربعين لدراما قناة ام بي سي، والذي تم بثه من 25 أغسطس 2008 إلى 10 مارس 2009 يومي الاثنين والثلاثاء في الساعة 21:55 لمدة 56 حلقة.

## روابط خارجية
- شرق عدن على موقع IMDb (الإنجليزية)
- شرق عدن على موقع كينوبويسك (الروسية)
- شرق عدن على موقع قاعدة بيانات الفيلم (الإنجليزية)